# 스기모토 다이치
스기모토 다이치(일본어: 杉本 大地, 1993년 7월 15일 ~ )는 일본의 축구 선수이다. 현재 J1리그의 나고야 그램퍼스에서 뛰고 있다.

## 구단 경력
그는 2012년부터 J리그의 교토 상가 FC, 도쿠시마 보르티스, 요코하마 F. 마리노스, 주빌로 이와타, 베갈타 센다이, 나고야 그램퍼스에서 뛰었다.

## 국가대표팀 경력
그는 2013년 AFC U-22 축구 선수권 대회에 참가할 일본 국가대표팀에 발탁되었다. 2016년 AFC U-23 축구 선수권 대회에도 출전, 우승.